# Perumuchi
Perumuchi é uma vila no distrito de Vellore, no estado indiano de Tamil Nadu.

## Demografia
Segundo o censo de 2001,  Perumuchi  tinha uma população de 8140 habitantes. Os indivíduos do sexo masculino constituem 53% da população e os do sexo feminino 47%. Perumuchi tem uma taxa de literacia de 78%, superior à média nacional de 59.5%: a literacia no sexo masculino é de 83% e no sexo feminino é de 72%. Em Perumuchi, 15% da população está abaixo dos 6 anos de idade.